# 全唐诗话
全唐诗话，凡六卷，宋朝尤袤撰。
全唐诗话内容多與《唐诗记事》雷同，僅為刪節本。《唐诗记事》共收诗人1132家，《全唐诗话》刪繁就簡為320家。全唐诗话的〈原序〉提到“余少有詩癖。歲在甲午，奉祠湖曲，日與西方勝游，專意吟事，大概與唐人詩誦之尤習”。四库全书总目提要提到本書實為贾似道託其门客廖瑩中所著，而瑩中則剽窃《唐诗记事》旧文，塞责而已。后人厭恶似道之奸詐，改题袤名以發行。